# Austrocarabodes bacilliger
Austrocarabodes bacilliger är en kvalsterart som beskrevs av Sandór Mahunka 1978. Austrocarabodes bacilliger ingår i släktet Austrocarabodes och familjen Carabodidae. Inga underarter finns listade.